# Peter Bloetzer

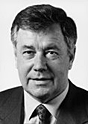
Peter Bloetzer

Peter Bloetzer (* 16. September 1933 in Brig; † 11. Oktober 2018 in Visp, heimatberechtigt in Wiler, Ferden und Visp) war ein Schweizer Politiker (CSP).

## Werdegang
Bloetzer absolvierte an der ETH Zürich das Studium zum Bauingenieur, das er 1959 mit dem Diplom abschloss und wurde Mitglied der Christlichsoziale Volkspartei Oberwallis (CSPO).
Ab 1969 war er im Gemeinderat von Visp vertreten und von 1977 bis 1992 auch Gemeindepräsident. Ebenfalls ab 1977 sass er im Grossen Rat des Kantons Wallis. Per 25. November 1991 wurde er in den Ständerat gewählt. Dort hatte er in diversen Kommissionen Einsitz und präsidierte die Aussenpolitische Kommission. Am 5. Dezember 1999 schied er aus dem Amt aus. Zudem war er von 1992 bis 2000 als Abgeordneter der Schweiz in der Parlamentarischen Versammlung des Europarates tätig.
In der Schweizer Armee bekleidete er den Grad eines Obersts.

## Politische Ämter
- Gemeinderat von Visp (1969–1976)
- Gemeindepräsident von Visp (1977–1992)
- Grossrat (1977–1991)
- Ständerat (1991–1999)